# Wohn- und Wirtschaftsgebäude Neuenhuntorfer Straße 38
Das Wohn- und Wirtschaftsgebäude Neuenhuntorfer Straße 38 in Berne-Neuenhuntorf stammt aus dem 17. Jahrhundert und ist damit eines der ältesten Gebäude im Ort.
Aktuell (2023) wird es vermutlich landwirtschaftlich genutzt.
Das Gebäude steht unter Denkmalschutz (siehe auch Liste der Baudenkmale in Berne).

## Beschreibung
Das eingeschossige giebelständige Wohn- und Wirtschaftsgebäude als Zweiständer-Hallenhaus in Fachwerk mit Steinausfachungen, reetgedecktem Krüppelwalmdach, Niedersachsengiebel, vorkragendem Wirtschaftsgiebel auf profilierten Knaggen sowie Groote Door mit Segmentbogen stammt von 1687 (Inschrift). Traufseiten und Wohngiebel wurden in Backstein erneuert.
Auf der Hofanlage stehen weitere nicht denkmalgeschützte Nebenanlagen.
Das Landesdenkmalamt befand: „… geschichtliche Bedeutung … als beispielhaftes Fachwerkhallenhaus des späten 17. Jhs. ….“